# Institución Educativa Emblemática Alfonso Ugarte
La Institución Educativa Emblemática Alfonso Ugarte fue fundada en 1927 en Lima, Perú. Su actual sede, situada en el distrito de San Isidro, fue inaugurada en 1952 como Gran Unidad Escolar y remodelada en el 2010. Cuenta con educación inicial, educación primaria y educación secundaria de menores en áreas de Humanidades y Técnicas, y una sección nocturna (primaria y secundaria de adultos). Alberga a 1800 alumnos y una plana docente de 80 profesores. Actualmente tiene la categoría de institución educativa emblemática.

## Historia

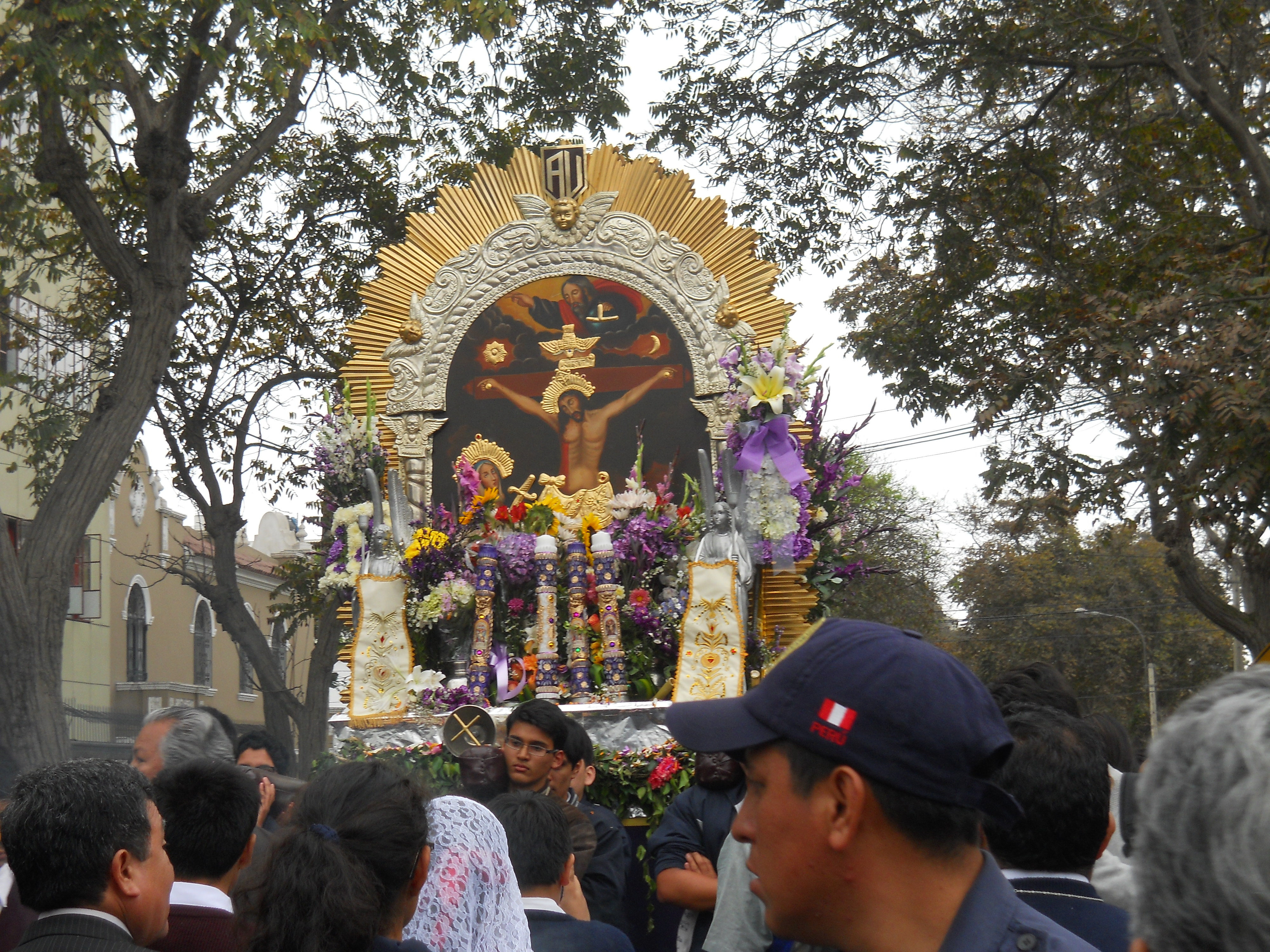
Procesión del Señor de los Milagros, santo patrono del colegio Alfonso Ugarte, llevada a cabo en octubre de 2014 por las calles de San Isidro. Esta es una tradición ugartina que se manifiesta desde hace muchos años.

El colegio fue fundado durante el gobierno del presidente Augusto B. Leguía, por Decreto Supremo N.º 1706 del 2 de junio de 1927. Comenzó a funcionar como anexo del Instituto Pedagógico de Varones, dirigido por el educador y escritor Augusto Aguirre Morales. Su sede estaba situada inicialmente en el centro de Lima, en la calle de la Chacarilla, aledaña a la avenida Abancay, a la espalda del lugar donde después se elevó el edificio del Ministerio de Educación, y que hoy es sede de varios órganos del Poder Judicial. En ese sitio se hallaba también la antigua sede del Colegio Nacional Nuestra Señora de Guadalupe antes de trasladarse a la Avenida Alfonso Ugarte. El Instituto Pedagógico de Varones fue clausurado poco después a causa de las turbulencias políticas, no obstante lo cual, su colegio anexo siguió funcionando.
En 1933 fue denominado Plantel de Segunda Enseñanza. En 1935 fue el primer plantel escolar del Perú que tuvo una sección nocturna. En 1937 se realizó un concurso interno para darle un nombre, resultando ganador el del coronel Alfonso Ugarte,  el héroe de la guerra del Pacífico que murió en la batalla de Arica el 7 de junio de 1880. Por resolución del 17 de julio de ese mismo año fue oficializado dicho nombre.
Instaurado el gobierno del general Manuel A. Odría en los años 1950, se dispuso que todo el área que ocupaba el colegio, así como zonas aledañas, se habilitara para la construcción de una moderna sede del Ministerio de Educación. Se inició entonces el traslado del Colegio Alfonso Ugarte hacia el distrito de San Isidro, donde actualmente se halla ubicado. Era entonces director Aurelio del Corral. 
El traslado se realizó en 1952, y el colegio pasó a ocupar un edificio que fue denominado en forma exclusiva como Gran Unidad Escolar Agustín Gutiérrez. Así permaneció hasta 1954, cuando por ley del Congreso (a petición del senador Ricardo León Velarde) se decidió que recuperara su antiguo nombre, constituyéndose entonces en la Gran Unidad Escolar Alfonso Ugarte.
Fue así que el antiguo Colegio Nacional Alfonso Ugarte se constituyó en una Gran Unidad Escolar (G. U. E.), una de las tantas que fueron inauguradas por el gobierno del Presidente de la República del Perú General de División EP Manuel A. Odría, como parte de un vasto plan de fomento a la Educación Pública, al que se destinaron importantes fondos públicos.

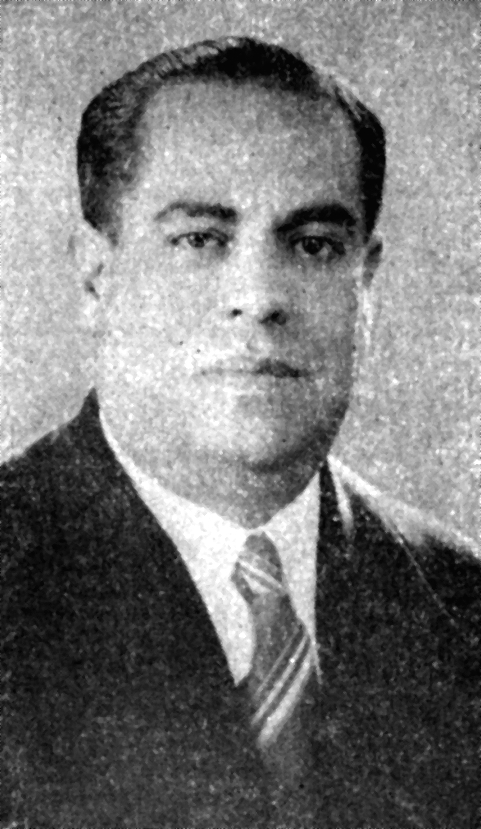
Alfredo Parra Carreño, educador y periodista, fue director de la GUE Alfonso Ugarte en los años 1950.

Uno de sus directores fue el destacado educador ayacuchano Alfredo Parra Carreño, que después fue ministro de Educación del segundo gobierno de Manuel Prado (1960-1961).
Desde temprano fue considerado como uno de los colegios más renombrados del país y el único que podía competir con el Colegio Guadalupe. Fue ganador de varios desfiles cívicos patrióticos, obteniendo galardones como:
- El Sol Radiante Premilitar, medalla de oro y plata de eficiencia premilitar en 1967.
- Primer puesto, gallardete de honor del Ministerio de Educación en 1988 (a nivel nacional) y segundo puesto a nivel nacional en 1995.
- Gallardete de honor del Comando Conjunto de las Fuerzas Armadas (C. C. FF. AA.).

En junio de 2025, el colegio sufrió daños notorios en varias columnas, escaleras y paredes tras un sismo registrado en el Callao, aunque las clases siguieron con normalidad, al no ser considerados «muy graves».

## Colegio emblemático
Mediante el decreto de urgencia N.º 004-2009 dado durante el segundo gobierno del presidente Alan García el 9 de enero de 2009 se creó el Programa Nacional de Recuperación de las Instituciones Públicas Educativas Emblemáticas y Centenarias, con el fin de modernizar y reforzar la infraestructura de 20 colegios en Lima y Callao, y otros 21 en el resto del país. Su objetivo era alcanzar, en las escuelas y colegios estatales, una educación de excelencia con igualdad de  oportunidades para todos.
El colegio Alfonso Ugarte fue incluido en dicho programa y se empezaron inmediatamente las obras, en las que se invirtieron más de S/. 13 millones (cerca de US$ 5 millones). La estructura remodelada fue inaugurada y entregada a la comunidad el día 24 de marzo de 2010, en una ceremonia que contó con la presencia del entonces presidente Alan García Pérez y miembros de su gabinete ministerial. En julio de ese mismo año, se inauguró un complejo deportivo para el uso del alumnado en las diversas disciplinas deportivas y atléticas.
El colegio reúne ahora las características de una escuela moderna: su frontis lo asemeja al de un campus universitario, demarcado por un cerco perimétrico de rejas que reemplaza a los antiguos muros de concreto que lo rodeaban; sus pabellones son de sólidas estructuras de concreto, amplios e iluminados en sus 14 700 m² de área construida y alberga dos centros de recursos tecnológicos (C. R. T.), laboratorios de física, química y biología, un teatro, una sala de cine, un complejo deportivo a nivel de afirmado y gradería, con canchas de césped sintético para fútbol, una pista atlética de tartán de ocho carriles, una piscina semiolímpica, losas deportivas iluminadas para voleibol y básquetbol, y un moderno gimnasio totalmente equipado.

## Directores
- Augusto Aguirre Morales
- Carlos Velásquez
- Arturo Tapia
- Alberto Rivera y de Piérola
- Aurelio del Corral Salcedo
- Alfredo Parra Carreño
- Víctor Vera Cubas
- Jorge Castro Harrison
- Luis Hurtado
- Adrián Albarracín
- Eloy Álvarez Castro
- Teodoro Pablo Enríquez Hospina
- Mario Martínez Valladares

## Ugartinos destacados
Entre los exalumnos más destacados figuran: el ingeniero Alberto Fujimori, presidente del Perú de 1990 a 2000; el magistrado Moisés Pantoja Rodulfo, presidente de la Corte Suprema y el Poder Judicial de 1995 a 1996; el coronel FAP Marco Antonio Schenone Oliva, héroe de la guerra del Cenepa de 1995;  y los futbolistas y seleccionados nacionales Franco Navarro y Eleazar Soria.

## Asociación de Exalumnos Ugartinos
La Asociación de Exalumnos Ugartinos (San Isidro) fue fundada el 10 de enero de 1940. Su actual presidente es Alberto Izo León.